# Prázdný hrob
Tento článek je o křesťanské víře. Pro určitý typ pomníku viz kenotaf.

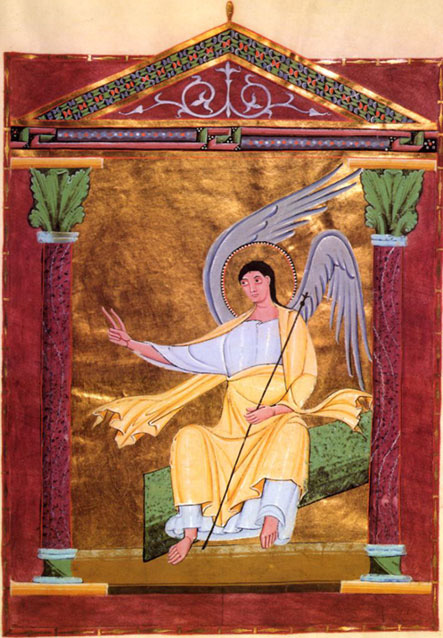
Folio 117r Perikop Jindřicha II., Reichenau, asi 1002–1012: Anděl na hrobě. Na protějším foliu 116v je iluminace tří Marií (myrofor), které se blíží k prázdnému hrobu.

Prázdný hrob je křesťanská tradice, podle níž byl Ježíšův hrob po ukřižování nalezen prázdný. Kanonická evangelia popisují návštěvu žen u Ježíšova hrobu. Přestože Ježíšovo tělo bylo po ukřižování a smrti uloženo do hrobu, hrob je nalezen prázdný, tělo je pryč a ženám andělé (nebo „mladý muž [...] v bílém rouchu“) oznamují, že vstal z mrtvých.

## Evangelijní záznamy
Další informace: Ježíšův život v Novém zákoně

### Přehled
Ačkoli čtyři kanonická evangelia podrobně popisují vyprávění, ústní tradice o této záležitosti existovaly již dlouho před sepsáním evangelií. Čtyři evangelia téměř jistě nebyla napsána očitými svědky, alespoň ve své konečné podobě, ale byla konečným produktem dlouhého ústního a písemného předávání. Tři ze čtyř (Marek, Lukáš a Matouš) se nazývají synoptiky (což znamená „vidění společně“), protože předkládají velmi podobné příběhy, a obecně se soudí, že je to proto, že dvě z nich, Matouš a Lukáš, použily jako svůj zdroj Marka. Nejstarší z nich, Markovo, pochází pravděpodobně z doby kolem let 65–70 n. l., tedy asi čtyřicet let po Ježíšově smrti, zatímco Matoušovo a Lukášovo evangelium pochází z doby kolem let 85–90 n. l. Janovo evangelium, které bylo dokončeno jako poslední, se začalo šířit mezi lety 90 a 110 a jeho vyprávění o prázdném hrobě není jen jinou formou příběhu vyprávěného synoptiky, ale po Jan 20,2 se liší do té míry, že je nelze sladit s předchozími třemi.
V původním, nejstarším závěru Markova evangelia tři ženy navštíví hrob, aby pomazaly Ježíšovo tělo, ale místo toho najdou „mladého muže [...] oblečeného v bílém rouchu“, který jim řekne, že Ježíš se setká s učedníky v Galileji. Ženy pak odejdou a nikomu nic neřeknou. Matouš uvádí stráže a dvojverší, kde je ženám dvakrát řečeno, a to anděly a poté Ježíšem, že se s učedníky setká v Galileji. Lukáš u Marka mění jednoho „mladého muže [...] v bílém rouchu“ na dva, přidává Petrovu prohlídku hrobu a vynechává slib, že se Ježíš setká se svými učedníky v Galileji. Jan redukuje počet žen na osamělou Máří Magdalénu a přidává „milovaného učedníka“, který s Petrem navštíví prázdný hrob a jako první pochopí jeho význam.

### Synoptici
Mk 16, 1–8 (Kral, ČEP) pravděpodobně představuje ucelený celek ústní tradice, který autor převzal. Končí útěkem žen od prázdného hrobu a tím, že nikomu neřeknou, co viděly, a podle všeobecného vědeckého názoru se jedná o původní závěr tohoto evangelia, přičemž zbývající verše, Mk 16, 9–16 (Kral, ČEP), byly přidány později. Obraz mladého muže v bílém rouchu a reakce žen naznačují, že se jedná o setkání s andělem. Prázdný hrob naplňuje ženy strachem a znepokojením, nikoli vírou ve vzkříšeného Pána, ačkoli zmínka o setkání v Galileji svědčí o jakési předchozí, předmarkovské tradici, která spojuje Galileu a vzkříšení.

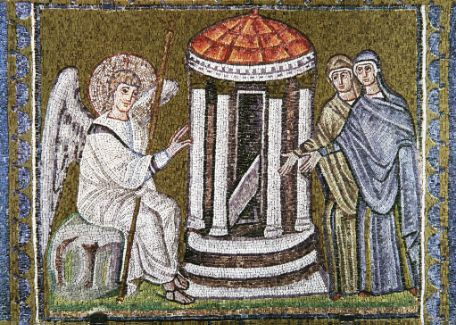
Ženy nacházejí prázdný hrob a anděla (Evangelium podle Lukáše); Sant'Apollinare Nuovo, Ravenna, 6. století.

Matouš přepracovává Markovo vyprávění, aby bylo přesvědčivější a ucelenější. Popis anděla je převzat z Danielova anděla s tváří „jako blesk“ – Dan 10, 6 (Kral, ČEP) a jeho Boha s „rouchem bílým jako sníh“ – Dan 7, 9 (Kral, ČEP), a Daniel také uvádí reakci stráží – Dan 10, 7–9 (Kral, ČEP). Uvedením stráže se zřejmě snaží vyvrátit příběhy o tom, že Ježíšovo tělo bylo ukradeno jeho učedníky, čímž se vylučuje jakékoli jiné vysvětlení prázdného hrobu než to, které nabízí anděl, že byl vzkříšen. Matouš podává dvojí vysvětlení, kdy je ženám dvakrát řečeno, a to anděly a pak Ježíšem, že se s učedníky setká v Galileji – Mt 28, 7–10 (Kral, ČEP), avšak důvody tohoto vysvětlení zůstávají neznámé.
Lukáš mění Markovo „jeden mladý muž [...] v bílém rouchu“ na dva, odkazuje na dřívější předpovědi umučení – Lk 24, 7 (Kral, ČEP) a přidává Petrovu prohlídku hrobu. Vypouští také příslib, že se Ježíš setká s učedníky v Galileji. V Markovi a Matoušovi Ježíš říká učedníkům, aby se s ním setkali tam, ale u Lukáše se zjevení po vzkříšení odehrává pouze v Jeruzalémě. Marek a Lukáš uvádějí, že ženy navštívily hrob, aby dokončily pomazání Ježíšova těla. Zatímco Marek nepodává žádné vysvětlení, proč nemohly svůj úkol dokončit večer v den ukřižování, Lukáš vysvětluje, že v době Ježíšova pohřbívání již začal první západ slunce soboty a že ženy dodržovaly sobotní předpisy. U Matouše přišly ženy jen proto, aby viděly hrob, u Jana není uveden žádný důvod. Jan redukuje ženy na osamělou Marii Magdalénu, což je v souladu s Mk 16, 9 (Kral, ČEP). Příběh končí tím, že Petr navštíví hrob a uvidí pohřební roucha, ale místo aby uvěřil ve vzkříšení, zůstává zmatený.
Následující tabulka s překlady z Českého ekumenického překladu umožňuje porovnání těchto tří verzí. (Lukáš – Lk 24, 12 (Kral, ČEP), kde Petr jde ke hrobu, může být dodatkem k původnímu evangeliu převzatým z Janovy verze vyprávění).
|                      | Mk 16, 1–8 (Kral, ČEP) | Mt 28, 1–10 (Kral, ČEP) | Lk 24, 1–12 (Kral, ČEP) |
| -------------------- | --- | --- | --- |
| Ženy u hrobu         | Mk 16, 1–4 (Kral, ČEP) Když uplynula sobota, Marie z Magdaly, Marie, matka Jakubova, a Salome nakoupily vonné masti, aby ho šly pomazat. Brzy ráno prvního dne po sobotě, sotva vyšlo slunce, šly k hrobu. Říkaly si mezi sebou: „Kdo nám odvalí kámen od vchodu do hrobu?“ Ale když vzhlédly, viděly, že kámen je odvalen; a byl velmi veliký.                                         | Mt 28, 1–4 (Kral, ČEP) Když uplynula sobota a začínal první den týdne, přišly Marie z Magdaly a jiná Marie, aby se podívaly k hrobu. A hle, nastalo velké zemětřesení, neboť anděl Páně sestoupil z nebe, odvalil kámen a usedl na něm. Jeho vzezření bylo jako blesk a jeho roucho bílé jako sníh. Strážci byli strachem z něho bez sebe a strnuli jako mrtví. | Lk 24, 1–2 (Kral, ČEP) Prvního dne po sobotě, za časného jitra, přišly k hrobu s vonnými mastmi, které připravily. Nalezly však kámen od hrobu odvalený. |
| Andělské poselství   | Mk 16, 5–7 (Kral, ČEP) Vstoupily do hrobu a uviděly mládence, který seděl po pravé straně a měl na sobě bílé roucho; i zděsily se. Řekl jim: „Neděste se! Hledáte Ježíše, toho Nazaretského, který byl ukřižován. Byl vzkříšen, není zde. Hle, místo, kam ho položili. Ale jděte, řekněte jeho učedníkům, zvláště Petrovi: ‚Jde před vámi do Galileje; tam ho spatříte, jak vám řekl.‘“ | Mt 28, 5–7 (Kral, ČEP) Anděl řekl ženám: „Vy se nebojte. Vím, že hledáte Ježíše, který byl ukřižován. Není zde; byl vzkříšen, jak řekl. Pojďte se podívat na místo, kde ležel. Jděte rychle povědět jeho učedníkům, že byl vzkříšen z mrtvých; jde před nimi do Galileje, tam ho spatří. Hle, řekl jsem vám to.“                                                | Lk 24, 3–7 (Kral, ČEP) Vešly dovnitř, ale tělo Pána Ježíše nenašly. A jak nad tím byly bezradné, stanuli u nich dva muži v zářícím rouchu. Zachvátil je strach a sklonily tvář k zemi. Ale oni jim řekli: „Proč hledáte živého mezi mrtvými? Není zde, byl vzkříšen. Vzpomeňte si, jak vám řekl, když byl ještě v Galileji, že Syn člověka musí být vydán do rukou hříšných lidí, být ukřižován a třetího dne vstát.“ |
| Informování učedníků | Mk 16, 8 (Kral, ČEP) Ženy vyšly a utíkaly od hrobu, protože na ně padla hrůza a úžas. A nikomu nic neřekly, neboť se bály. | Mt 28, 8 (Kral, ČEP) Tu rychle opustily hrob a se strachem i s velikou radostí běžely to oznámit jeho učedníkům. | Lk 24, 9–11 (Kral, ČEP) vrátily se od hrobu a oznámily všecko jedenácti učedníkům i všem ostatním. Byla to Marie z Magdaly, Jana a Marie Jakubova a s nimi ještě jiné, které to pověděly apoštolům. Těm však ta slova připadala jako blouznění a nevěřili jim. |
| Ježíšovo poselství   | | Mt 28, 9–10 (Kral, ČEP) A hle, Ježíš je potkal a řekl: „Buďte pozdraveny.“ Ženy přistoupily, objímaly jeho nohy a klaněly se mu. Tu jim Ježíš řekl: „Nebojte se. Jděte a oznamte mým bratřím, aby šli do Galileje; tam mě uvidí.“ | |
| Učedníci u hrobu     | | | Lk 24, 12 (Kral, ČEP) Petr se rozběhl k hrobu, nahlédl dovnitř a uviděl tam ležet jen plátna. Vrátil se v údivu nad tím, co se stalo. |

### Jan
Janovu 20. kapitolu lze rozdělit na tři scény: (1) objevení prázdného hrobu, verše 1–10; (2) zjevení Ježíše Marii Magdaléně, verše 11–18; a (3) zjevení učedníkům, zejména Tomášovi, verše 19–29; poslední není součástí epizody „prázdného hrobu“ a není zahrnuta do následující tabulky. Uvádí „milovaného učedníka“, který navštěvuje hrob s Petrem a chápe jeho význam dříve než Petr. Zdá se, že autor spojil tři tradice, z nichž jedna zahrnuje návštěvu hrobu několika ženami brzy ráno (z níž „my“ ve slovech „nevíme, kam ho vzali“ je fragmentárním zbytkem), druhá zahrnuje návštěvu prázdného hrobu Petrem a snad i dalšími mužskými učedníky a třetí zjevení Ježíše Marii Magdaléně. Jan to zredukoval na osamělou Máří Magdalénu, aby uvedl rozhovor mezi ní a Ježíšem, ale přítomnost „my“, když informuje učedníky, může být pozůstatkem původní skupiny žen, protože truchlení a příprava těl pomazáním byly spíše společenské než osamělé činnosti.
|                         | Jan 20, 1–10 (Kral, ČEP) Objev prázdného hrobu | Jan 20, 11–18 (Kral, ČEP) Zjevení Ježíše Marii Magdaléně |
| ----------------------- | --- | --- |
| Marie Magdaléna u hrobu | Jan 20, 1 (Kral, ČEP) První den po sobotě, když ještě byla tma, šla Marie Magdalská k hrobu a spatřila, že kámen je od hrobu odvalen. | Jan 20, 11 (Kral, ČEP) Ale Marie stála venku před hrobem a plakala. Přitom se naklonila do hrobu |
| Andělské poselství      | | Jan 20, 12–13 (Kral, ČEP) a spatřila dva anděly v bílém rouchu, sedící na místě, kde předtím leželo Ježíšovo tělo, jednoho u hlavy a druhého u nohou. Otázali se Marie: „Proč pláčeš?“ Odpověděla jim: „Odnesli mého Pána a nevím, kam ho položili.“ |
| Informování učedníků    | Jan 20, 2 (Kral, ČEP) Běžela k Šimonu Petrovi a k tomu učedníkovi, kterého Ježíš miloval, a řekla jim: „Vzali Pána z hrobu, a nevíme, kam ho položili.“ | |
| Učedníci u hrobu        | Jan 20, 3–10 (Kral, ČEP) Petr a ten druhý učedník vstali a šli k hrobu. Oba dva běželi, ale ten druhý učedník předběhl Petra a byl u hrobu první. Sehnul se a viděl tam ležet lněná plátna, ale dovnitř nevešel. Po něm přišel Šimon Petr a vešel do hrobu. Uviděl tam ležet lněná plátna, ale šátek, jímž ovázali Ježíšovu hlavu, neležel mezi plátny, nýbrž byl svinut na jiném místě. Potom vešel dovnitř i ten druhý učedník, který přišel k hrobu dřív; spatřil vše a uvěřil. Dosud totiž nevěděli, že podle Písma musí vstát z mrtvých. Oba učedníci se pak vrátili domů. | |
| Ježíšovo poselství      | | Jan 20, 14–18 (Kral, ČEP) Po těch slovech se obrátila a spatřila za sebou Ježíše; ale nepoznala, že je to on. Ježíš jí řekl: „Proč pláčeš? Koho hledáš?“ V domnění, že je to zahradník, mu odpověděla: „Jestliže tys jej, pane, odnesl, řekni mi, kam jsi ho položil, a já pro něj půjdu.“ Ježíš jí řekl: „Marie!“ Obrátila se a zvolala hebrejsky „Rabbuni“, to znamená ‚Mistře‘. Ježíš jí řekl: „Nedotýkej se mne, dosud jsem nevystoupil k Otci. Ale jdi k mým bratřím a pověz jim, že vystupuji k Otci svému i Otci vašemu a k Bohu svému i Bohu vašemu.“ Marie Magdalská šla k učedníkům a oznámila jim: „Viděla jsem Pána a toto mi řekl.“ |

## Původ

### Kulturní a náboženský kontext
Hlavní článek: Židovsko-helenistické pozadí
Ačkoli Židé, Řekové i Římané věřili ve skutečnost vzkříšení, lišili se v jeho pojetí a výkladu. Křesťané jistě věděli o mnoha událostech vzkříšení, které údajně zažily jiné osoby než Ježíš: Například křesťanský teolog Origenes z počátku 3. století nepopíral vzkříšení pololegendárního řeckého básníka Aristea ze 7. století př. n. l. ani nesmrtelnost řeckého mladíka Antinoa, miláčka římského císaře Hadriána, z 2. století n. l., ale tvrdil, že první z nich byl dílem démonů, nikoli Boha, zatímco druhý nebyl na rozdíl od Ježíše hoden uctívání.
Mark Goodacre píše, že označení „prázdný hrob“ pro zmizení Ježíšova těla může být nesprávné, protože hrobky v Judsku v prvním století byly stavěny pro uložení více těl. Marek proto vypráví, že ženy viděly místo, kde byl Ježíš uložen, zatímco pozdější evangelia uvádějí, že hrob byl „nový“ a nepoužívaný.

### Příběhy „vzetí“ nebo „translace“
Kompozice a klasifikace příběhu o prázdném hrobě byly předmětem rozsáhlých diskusí. Několik badatelů tvrdí, že příběh o prázdném hrobě v Markově evangeliu je podobný příběhům o „vzetí“ nebo „translaci“ (vstup do nebe zaživa), a nikoliv příběh o vzkříšení, v němž jsou určité zvláštní osoby popsány jako přenesené do božské říše (nebe) před nebo po své smrti. Například Adela Yarbro Collinsová vysvětluje Markovo vyprávění jako Markovu dedukci z raně křesťanské víry ve vzkříšení. Klasifikuje jej jako translační příběh, tedy příběh o přemístění nově nesmrtelného hrdiny do jiné než pozemské říše. Podle Daniela Smithe bylo chybějící tělo mnohem pravděpodobněji interpretováno jako případ přemístění božským činitelem než jako případ vzkříšení či oživení. Richard C. Miller srovnává závěr Markova vyprávění s helénistickými a římskými translačními příběhy o hrdinech, které zahrnují chybějící těla.
Smith však také poznamenává, že některé prvky v Markově příběhu o prázdném hrobě nejsou v souladu s předpokládaným vyprávěním, především odpověď mladého muže u hrobu ženám: („Vstal z mrtvých“ Mk 16, 6 (Kral, ČEP)). Dale Allison s poukazem na existenci jak myšlenky vzkříšení z hrobu, tak myšlenky nebeského vzetí vzkříšeného v dřívějších židovských textech tvrdí, že vzkříšení a vzetí do nebe nejsou vzájemně protichůdné myšlenky a že příběh o prázdném hrobě pravděpodobně od počátku zahrnoval obě.

### Skepse ohledně vyprávění o prázdném hrobě
Viz též: Ježíšův pohřeb
Již na počátku, se příběhy o prázdném hrobě setkaly se skepticismem. Již Matoušovo evangelium zmiňuje příběhy o tom, že tělo bylo z hrobu ukradeno. Další domněnky, které nemají oporu v hlavním vědeckém proudu, hovoří o tom, že Ježíš ve skutečnosti na kříži nezemřel, nebo byl ztracen z přirozených příčin.
Absence jakékoli zmínky o Ježíšově prázdném hrobě v Pavlových listech a velikonočním kerygmatu (kázání nebo hlásání) nejstarší církve, pocházejícím snad z křesťanské komunity v Antiochii ve 30. letech a zachovaném v 1. listu Korintským, vedla některé badatele k domněnce, že si jej Marek vymyslel. Allison však tento argument z mlčení považuje za nepřesvědčivý. Jiní badatelé tvrdí, že místo toho Pavel předpokládá prázdný hrob, konkrétně v raném vyznání víry předaném v 1Kor 15 (Kral, ČEP).
Většina badatelů se domnívá, že Jan psal nezávisle na Markovi a že Markovo a Janovo evangelium obsahují dvě nezávislá svědectví o prázdném hrobě, což zase naznačuje, že oba použili již existující prameny a odvolávali se na všeobecně rozšířenou tradici, i když Marek mohl tuto tradici doplnit a upravit tak, aby odpovídala jeho vyprávění. Jak a proč Marek upravil svůj materiál, není jasné. Smith se domnívá, že Marek přizpůsobil dvě samostatné tradice o vzkříšení a zmizení do jednoho velikonočního vyprávění.Smith 2010, pp. 179–180.

### Zjevení prázdného hrobu a vzkříšení
Podle Rudolfa Bultmanna se „velikonoční příběhy [...] dělí na dvě skupiny - příběhy o prázdném hrobě a příběhy o zjevení vzkříšeného Pána, i když existují příběhy, které kombinují obojí – Mt 28, 1–9 (Kral, ČEP); Jan 20, 1.–18 (Kral, ČEP).“ N. T. Wright důrazně a obšírně argumentuje ve prospěch skutečnosti prázdného hrobu a pozdějšího zjevení Ježíše a zdůvodňuje to tím, že jako „inference“ jsou jak tělesné vzkříšení, tak pozdější tělesné zjevení Ježíše mnohem lepším vysvětlením prázdného hrobu a „setkání“ a vzniku křesťanství než jakékoli jiné teorie, včetně těch Ehrmanových. Dale Allison se vyslovil pro prázdný hrob, po němž následovala pozdější zjevení Ježíše apoštolům a Máří Magdaléně, a zároveň připustil historicitu vzkříšení. Křesťanští biblisté použili metody textové kritiky, aby podpořili historicitu tradice, že „Marie Magdalská skutečně viděla Ježíše jako první“, v posledních letech především kritérium rozpaků. Podle Dalea Allisona zahrnutí žen jako prvních svědků zmrtvýchvstalého Ježíše „po podezření potvrzuje pravdivost příběhu.“
Podle Gézy Vermese se vyprávění o prázdném hrobě vyvinulo nezávisle na zjeveních po vzkříšení, protože nikdy nejsou přímo koordinována a netvoří společný argument. Ačkoli je koherence vyprávění o prázdném hrobě sporná, jedná se „zjevně o ranou tradici“. Vermes odmítá doslovný výklad příběhu a také poznamenává, že příběh o prázdném hrobě je v rozporu s představami o duchovním vzkříšení. Podle Vermese „přísně židovské vazbě ducha a těla lépe slouží představa prázdného hrobu a je nepochybně zodpovědná za zavedení pojmů hmatatelnosti (Tomáš u Jana) a jídla (Lukáš a Jan).“ Novozákonní historik Bart D. Ehrman příběh o prázdném hrobě odmítá a tvrdí, že „prázdný hrob nemá nic společného s [vírou ve vzkříšení] [...] prázdný hrob by víru nevyvolal.“ Ehrman tvrdí, že prázdný hrob byl potřebný, aby zdůraznil Ježíšovo fyzické vzkříšení.